# Mary Ramsey
Mary Jeanne Ramsey (Washington, 24 dicembre 1963) è una cantante e violista statunitense, membro del duo folk rock John & Mary, viola e voce solista del gruppo alternative rock 10,000 Maniacs.

## Biografia
Mary Ramsey ha iniziato a suonare il violino all'età di 5 anni. Di formazione musicale classica, ha suonato nella Erie Philharmonic e ha fondato il Lexington String Trio. Ha suonato anche con la Fresno Philharmonic, la Santa Cruz Symphony e la Monterey Symphony, ed è membro della Western New York Chamber Orchestra.
Nel 1989 ha formato con John Lombardo, ex membro dei 10,000 Maniacs, il duo folk rock John & Mary. I due hanno inciso gli album Victory Gardens nel 1991 e The Weedkiller's Daughter nel 1993, per l'etichetta Rykodisc. Mary Ramsey ha suonato il violino e la viola nei 10,000 Maniacs, cantando anche come backing vocal nell'album MTV Unplugged (1993).
Dopo l'addio al gruppo di Natalie Merchant, Ramsey è tornata nei Maniacs come cantante principale e autrice, nel 1995, insieme a Lombardo. I due hanno pubblicato due album con il gruppo, Love Among the Ruins (1997) e The Earth Pressed Flat (1999). Con il gruppo ha compiuto tournée negli Stati Uniti, Brasile, Portorico, Panama, Inghilterra, Portogallo, Germania, Paesi Bassi e Austria. Il gruppo si è anche esibito negli USO in Kuwait e Bahrain, e nel ballo inaugurale del secondo mandato presidenziale di Bill Clinton. Nel 2002 ha lasciato i Maniacs dopo la morte del chitarrista Rob Buck e ha pubblicato, con il duo John & Mary, l'album The Pinwheel Galaxy (2003) e, con i Valkyries, Peace Bridge (2007).
Nel 2006 è tornata a suonare la viola e a cantare come backing vocalist nei Maniacs, negli spettacoli con Oskar Saville, e ha ripreso il ruolo di cantante principale dopo l'abbandono del gruppo da parte di quest'ultimo, nel 2007. Nel 2011 il gruppo ha eseguito un tour in trenta città, per celebrare il trentesimo anniversario, pubblicando anche l' EP Triangles (2011) e l'album Music from the Motion Picture (2013).

## Discografia

### John & Mary
- Victory Gardens (1991)
- The Weedkiller's Daughter (1993)
- The Pinwheel Galaxy (2002)

### Con i 10,000 Maniacs
- Love Among the Ruins (1997)
- The Earth Pressed Flat (1999)
- Triangles (EP) (2011)
- Music from the Motion Picture (2013)

### Con John & Mary & the Valkyries
- Peace Bridge (2007)

### Da sola
- Whipperwill (2007) – singolo

### Altri
- Don't Try This at Home (1991) – con Billy Bragg (violino, viola)
- Our Time in Eden (1992) – con i 10,000 Maniacs (violino, viola)
- Imperfectly (1992) – con Ani Difranco (viola)
- Candy Everybody Wants (EP) (1992) - con i 10,000 Maniacs (violino, viola)
- MTV Unplugged (1993) – con 10,000 Maniacs (viola, background vocals)
- Puddle Dive (1993) – con Ani Difranco (violino)
- Superstar Car Wash (1993) – con i Goo Goo Dolls
- Between Us (1998) – con Jules Shear (vocals, viola, fiddle)
- Coming of Age (2002) – con Jude Johnstone (viola)
- Songs for the Uninvited (2002) – con Zoomer (violino elettrico, viola)
- Heads or Tales (2003)  - con Jamie Notarthomas (violino)
- Campfire Songs: The Popular, Obscure and Unknown Recordings (2004) - con i 10,000 Maniacs (background vocals, violino, viola)
- On a Good Day (2005) – con Jude Johnstone (viola)
- Take My Life (2005)  - con Scott Underwood (viola)
- Live Twenty-Five (2006) – con i 10,000 Maniacs (violino elettrico)
- Billy Bragg, Vol. 2 (2006) - con Billy Bragg (violino)
- Innocent Bystanders (2007) – con gli Innocent Bystanders (archi)
- Extended Versions (2009) – con 10,000 Maniacs (lead vocals, viola)
- Machines of Love and War (2009) - con The Dreaming (violino, viola)
- Me and Miss Grimes (2009) - con la Alison Pipitone Band (violino)
- Quiet Girl (2011) – con Jude Johnstone (viola)
- Big Wide World (2013) - con la Alison Pipitone Band (violino)[2]